# Renato Andreani
Renato Andreani (Carrara, 7 luglio 1915 – Aldehuela, 20 gennaio 1938) è stato un militare e aviatore italiano, decorato di Medaglia d'oro al valor militare alla memoria nel corso della guerra civile spagnola.

## Biografia
Nacque a Carrara il 7 luglio 1915. Conseguito il diploma presso l'Accademia di Belle Arti di Carrara, nel settembre 1934 frequentò il corso premilitare di pilotaggio per velivoli presso il campo di aviazione di Luni (Sarzana) e poi iniziò i corsi di volo a vela a Pavullo nel Frignano, nel periodo 1935-1936. Arruolato nella Regia Aeronautica nel giugno 1936 fu nominato sottotenente di complemento nel ruolo naviganti, destinato alla Scuola da bombardamento nella quale conseguiva il brevetto di pilota militare, passando poi in servizio presso il 4º Stormo Caccia Terrestre nel settembre dello stesso anno. Inviato in Spagna nel luglio 1937, assegnato all'Aviazione Legionaria, cadde in combattimento il 20 gennaio 1938 nel cielo di Aldehuela, Teruel. Per onorarne il coraggio dimostrato in questo frangente fu insignito della medaglia d'oro al valor militare alla memoria.

### Fonti
1. 1 2 3 4  Combattenti Liberazione.
2. 1 2  Gruppo Medaglie d'Oro al Valor Militare 1965, p. 278.
3. 1 2  Ufficio Storico dell'Aeronautica Militare 1969, p. 63.
4. ↑  Medaglie d'oro al valor militare sul sito della Presidenza della Repubblica